# 업타임

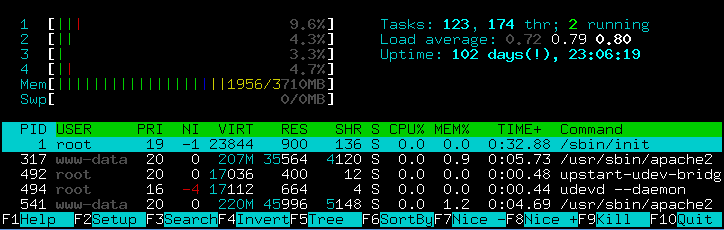
Htop은 업타임이 100일을 초과할 때 느낌표를 추가한다

업타임(영어: uptime)은 동작 중이면서 사용 가능한 기계(일반적으로 컴퓨터)의 시간을 백분율로 나타낸 시스템의 신뢰성의 측정이다. 업타임의 반의어는 다운타임이다.
컴퓨터 운영 체제의 신뢰성이나 안정성의 측정을 위해 사용되며 여기서 시간은 컴퓨터가 그대로 두었을 대 충돌 없이, 관리나 유지보수 목적으로 재부팅 필요성 없이 동작할 수 있는 시간을 말한다. 역으로, 긴 업타임은 부주의(태만)을 의미할 수 있는데 일부 중요 업데이트는 일부 플랫폼에서 재부팅을 요구할 수 있기 때문이다.

## 기록
2005년, 노벨은 6년의 서버 업타임을 기록하였다.

## 같이 보기
- 가용성
- 유닉스 명령어 목록
- 전송 제어 프로토콜
- Who (유닉스)